# Chiton spinosetatus
Chiton spinosetatus är en blötdjursart som beskrevs av J. Richard M. Bergenhayn 1930. Chiton spinosetatus ingår i släktet Chiton och familjen Chitonidae. Inga underarter finns listade i Catalogue of Life.